# 米德鎮區 (密歇根州休倫縣)
米德鎮區（英語：Meade Township）是位於美國密歇根州休倫縣的一個行政鎮區。

## 地方資料
米德鎮區的面積為92.40平方千米，當中陸地面積為92.40平方千米，而水域面積為0.00平方千米。根據2020年美國人口普查的數據，當地共有人口698人，而人口密度為每平方千米7.55人。